# Guggershorn
Das Guggershorn oder Guggershörnli ist ein markanter Nagelfluhberg (1283 m ü. M.) mit einem auffälligen Gipfelfelsen in den Berner Voralpen, nordöstlich oberhalb von Guggisberg. 
Schon im Jahr 1828 baute der Sternenwirt Blaser als touristische Attraktion eine Treppe auf den Gipfelfelsen.
Das Guggershorn mit Aussichtsplattform und Panoramatafel ist seitdem ein beliebtes Ausflugsziel.
Berühmt geworden ist das Guggershorn durch das Guggisberglied. Die in dem Lied verwendete Bezeichnung Simeliberg findet sich auch in einem Märchen der Brüder Grimm. Ein Zusammenhang ist unwahrscheinlich, hier dürfte der Name eine Ableitung vom Personennamen Simon sein.

## Galerie

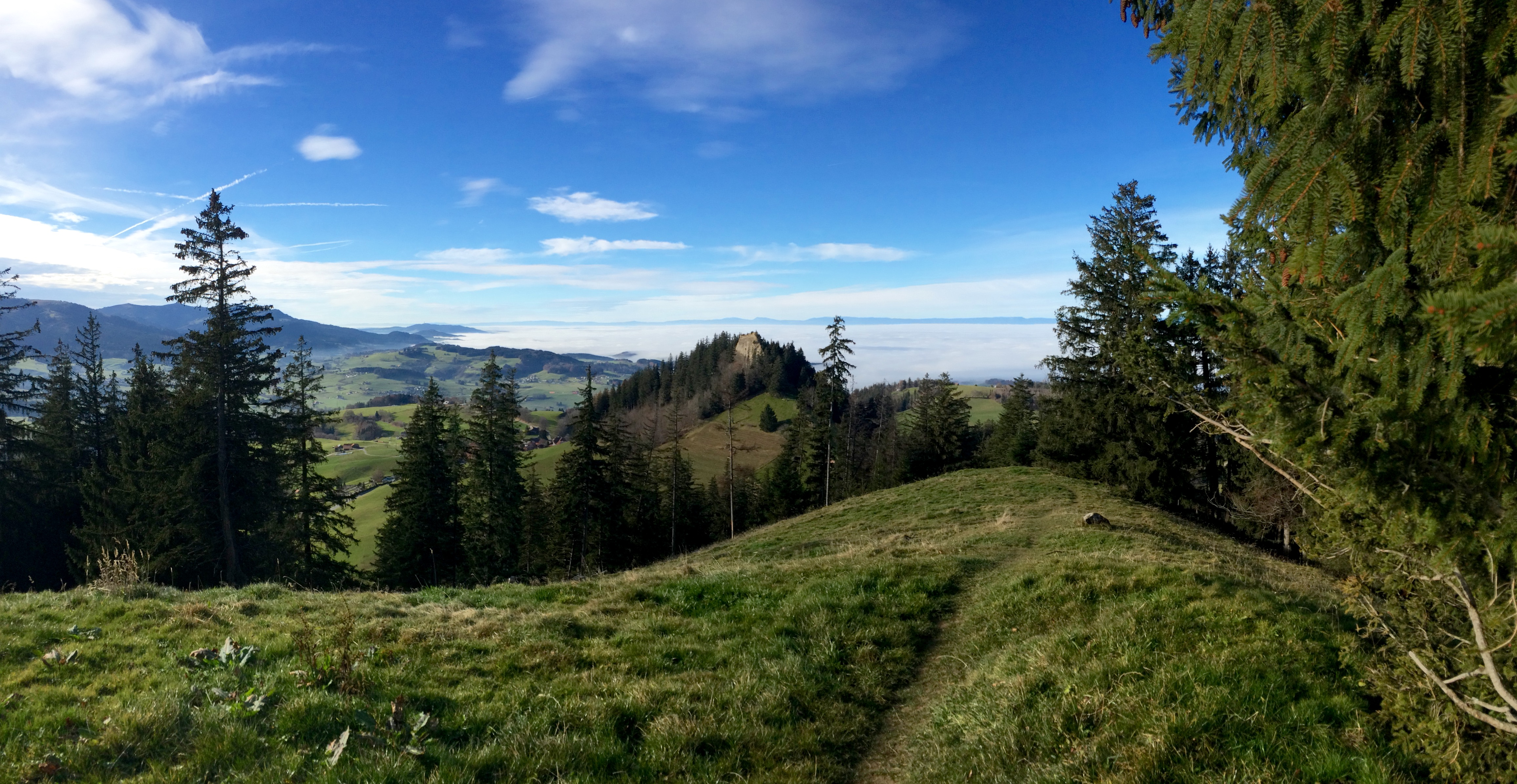
Guggershorn vom Schwendelberg aus gesehen.
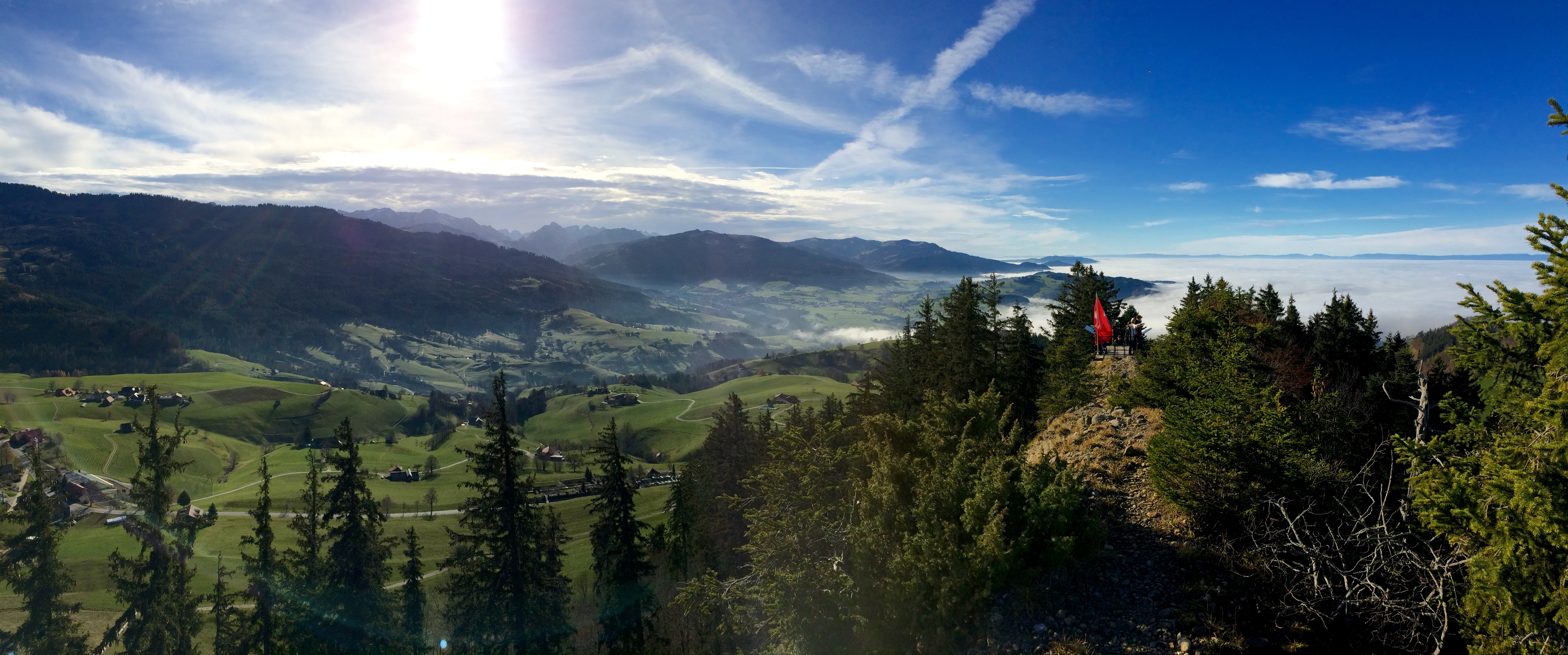
Das Westpanorama des Guggershorn.
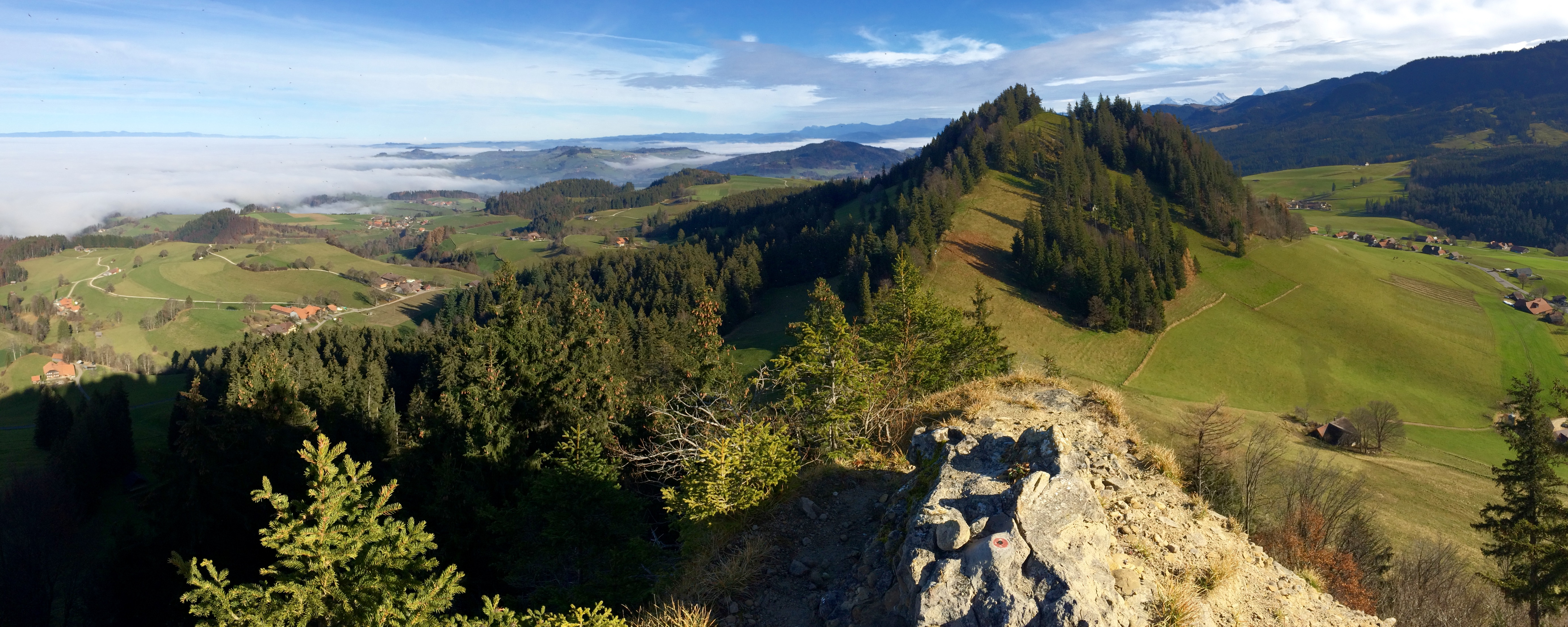
Das Ostpanorama des Guggershorns mit dem Schwendelberg.

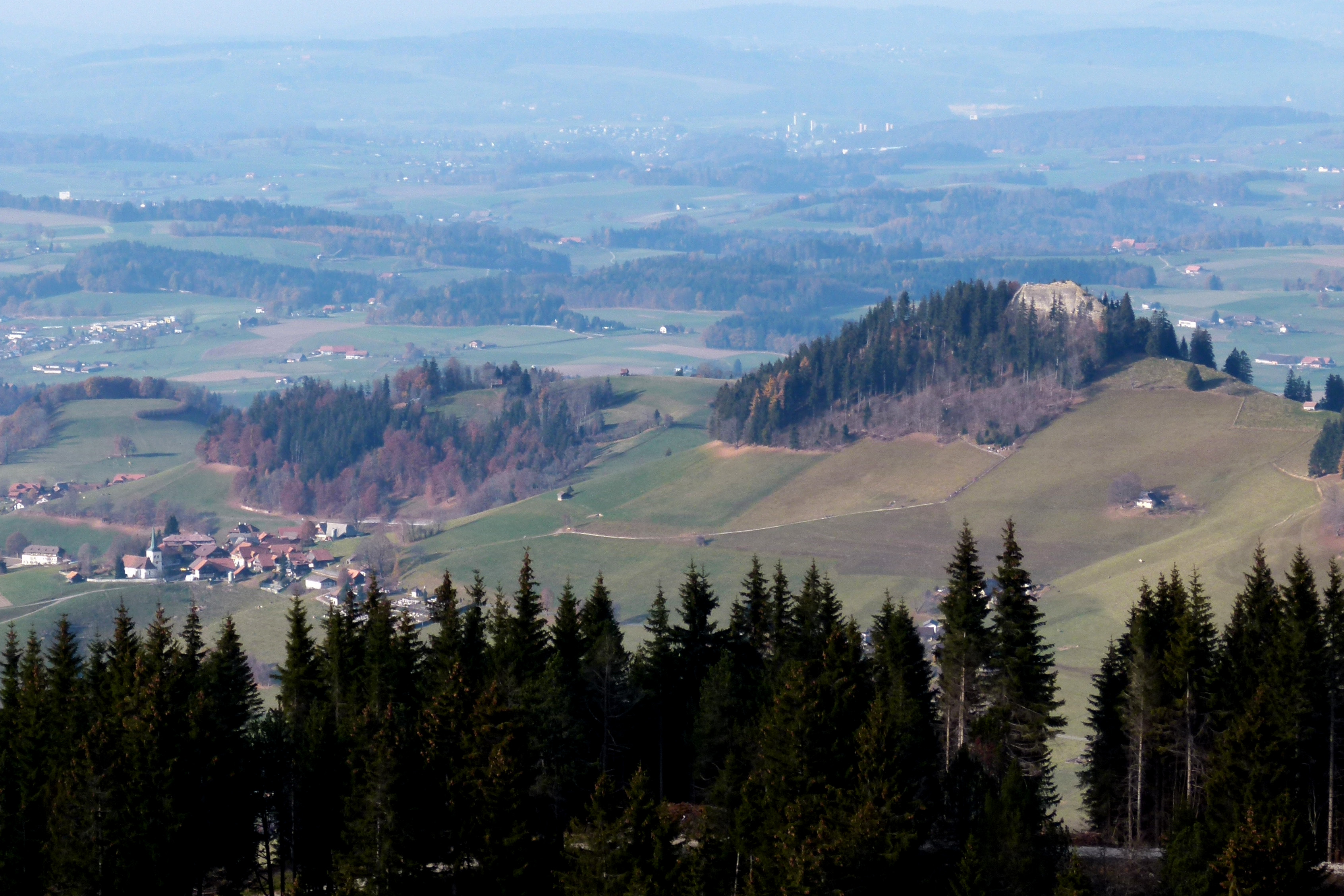
Guggershörnli und Guggisberg von der Pfyffe (im Südosten)
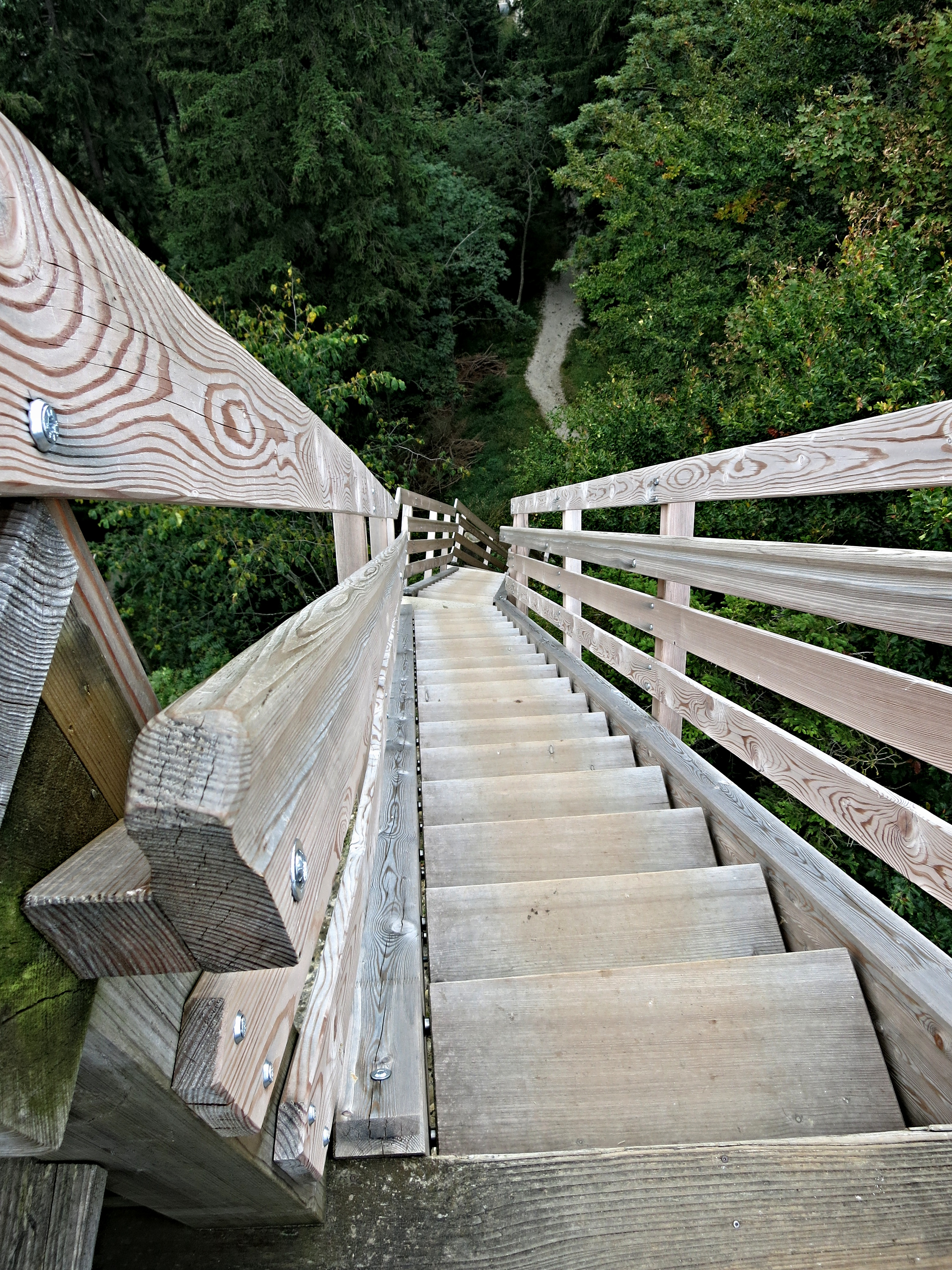
Treppen
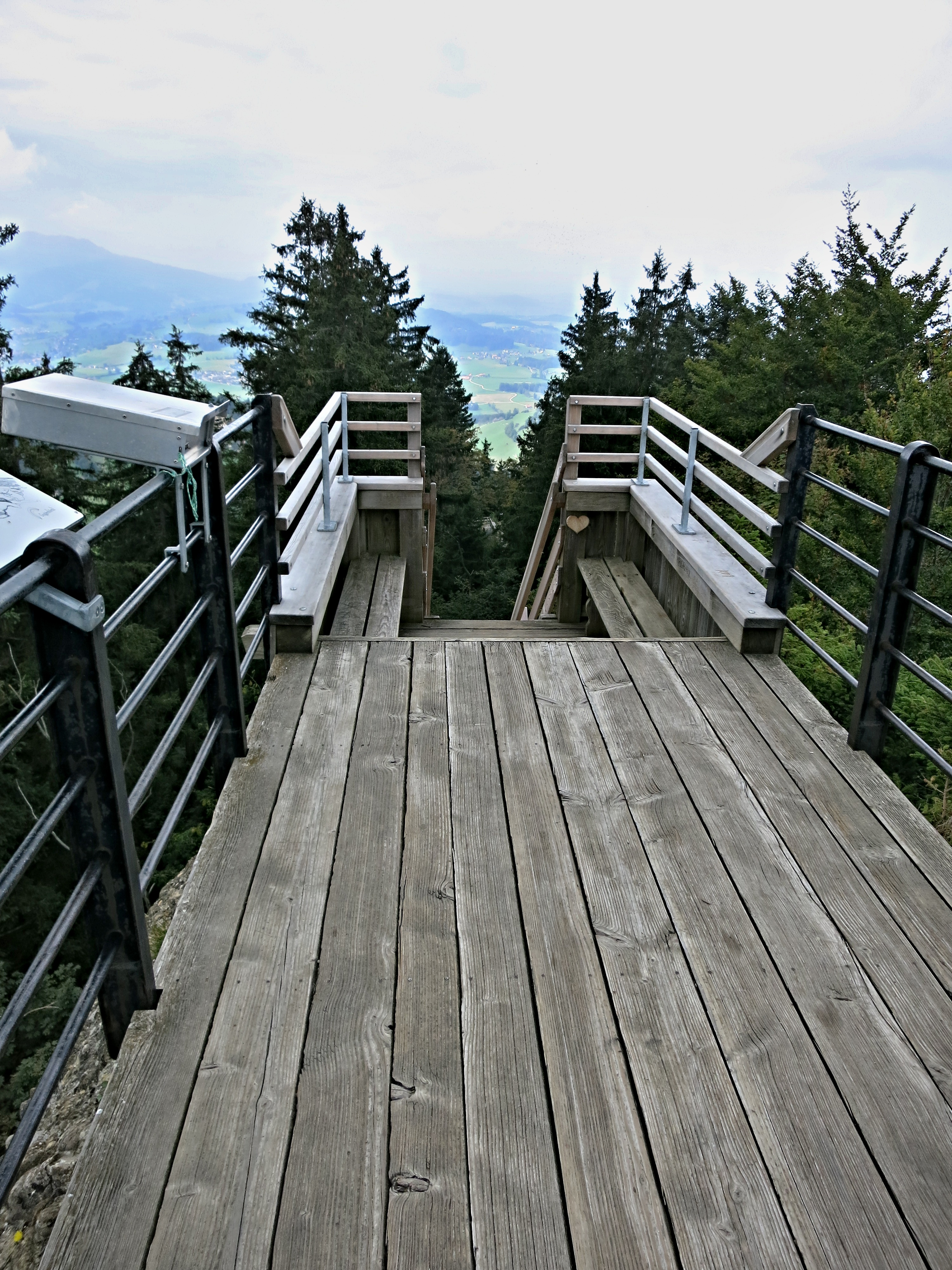
Aussichtsplattform